# Eghina
Eghina, Egina sau Aegina (în greacă Αίγινα) este o insulă din Grecia din Marea Egee, mai exact se află în Golful Saronic.
Numele insulei provine de la mama legendară a lui Aecus, Aegina. Ea a născut și a domnit pe această insulă.
Economia insulei se bazează pe turism, pescuit și agricultură (se cultivează grâu, măsline, struguri, smochin și fistic. Acesta din urmă este cultivat în mod intensiv).

## Istoric
Poziția favorabilă a insulei a făcut-o pe Eghina o rută comercială importantă și una dintre cele mai mari rivali al orașului Atena, care a ocupat insula în secolul V î.Hr.

## Monumente

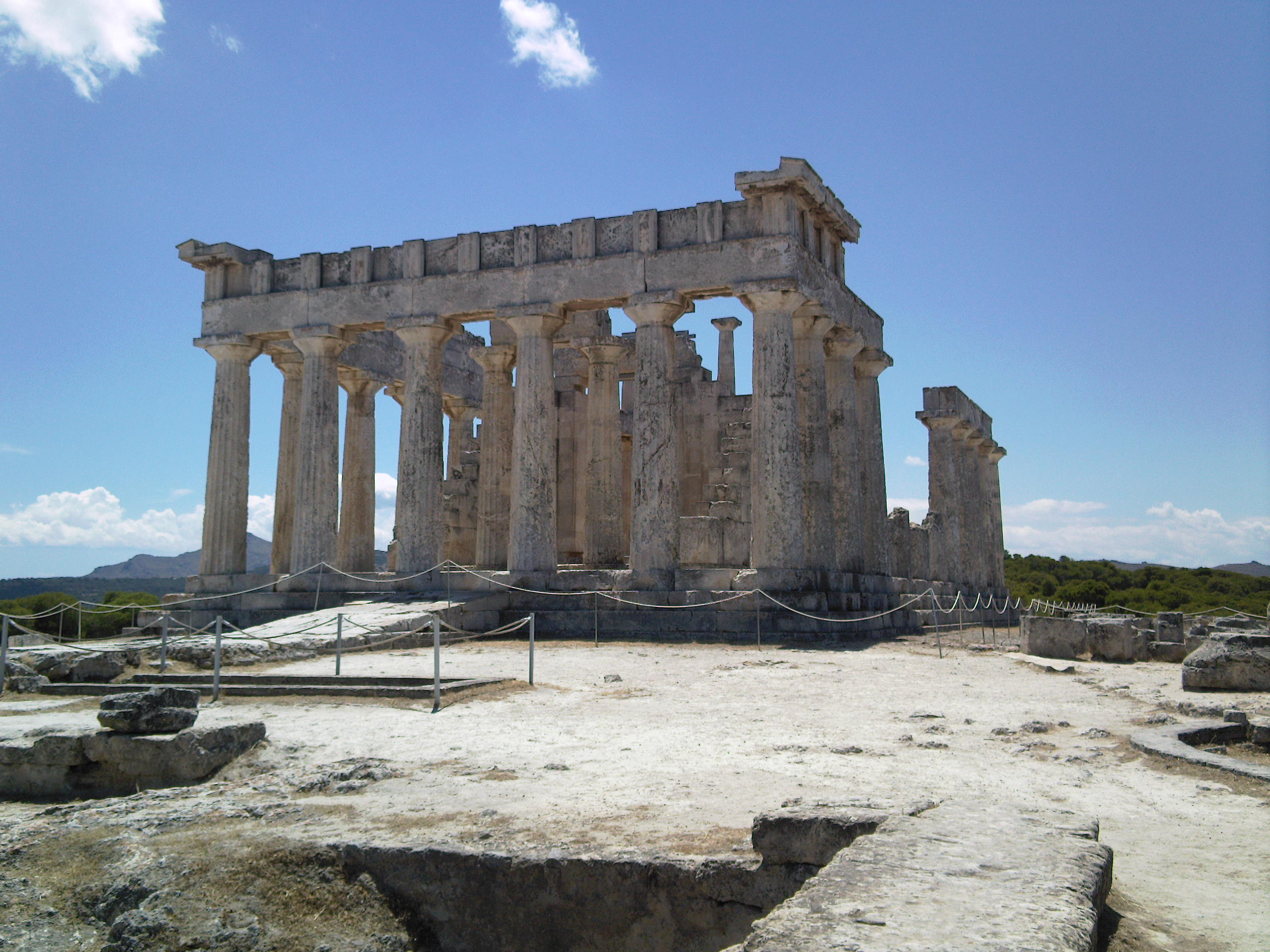
Templul lui Aphaia.

Cele mai importante monumente din Eghina sunt Templul lui Aphaia, ridicat în secolul al V-lea î.Hr. și Mănăstirea Sfânta Treime din Eghina.

## Personalități
- Platon
- Pavel din Eghina
- Sfântul Nectarie din Eghina
- Yanis Varoufakis (fost ministru al finanțelor grec)